# Jacint Morató

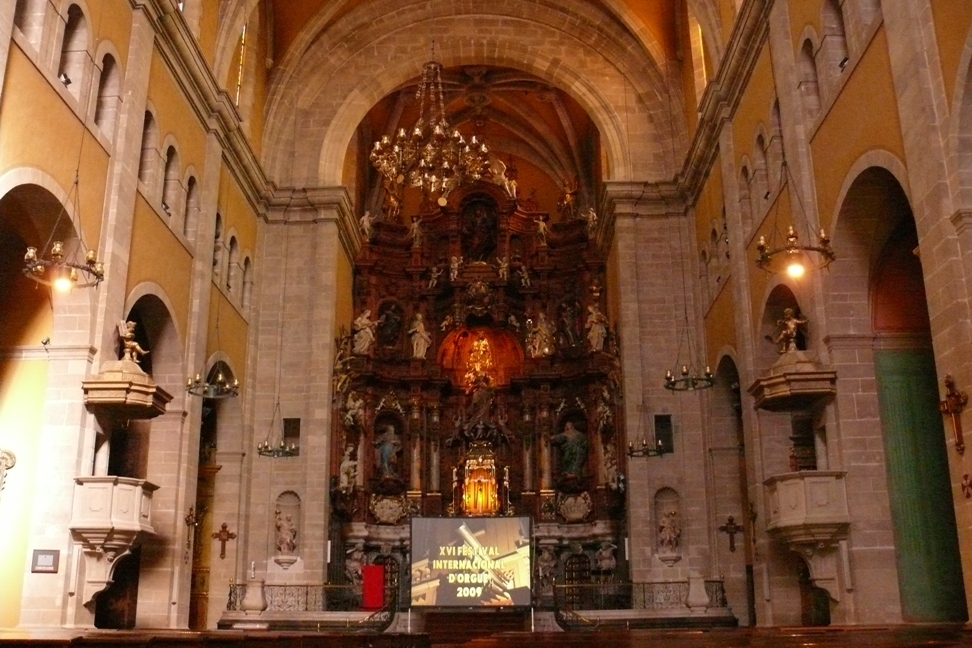
Retablo mayor de la iglesia de Santa María (Igualada) donde participó Jacint Morató.

Jacint Morató i Soler  o  Jacint Moretó i Soler (Vich, Barcelona; 1683 - Solsona, Lérida; 1736), hijo de Josep Morató i Pujol y miembro de la familia de los Morató, fue un escultor y arquitecto español.
Formado como arquitecto, paulatinamente fue especializándose en el trabajo de la talla escultórica, en la que alcanzó un alto nivel de calidad que le proporcionó un amplio reconocimiento por toda Cataluña. Este reconocimiento se tradujo en encargos escultóricos en tierras gerundenses, barcelonesas y, incluso, del Rosellón. Al recibir el encargo del retablo de la capilla de la Virgen  del Claustro de la Catedral de Solsona, debido a la monumentalidad del conjunto, se estableció en esta ciudad.

## Obras relevantes
- El 1704 proyecta y realiza, conjuntamente con Josep Sunyer, el retablo del altar mayor de la iglesia de Santa María (Igualada).
- También conjuntamente con Josep Sunyer, el altar mayor de la iglesia de Santa Clara de Vich.
- El 1723 proyecta el retablo del altar mayor de la iglesia de Cadaqués, obrado en 1763 bajo la dirección de Pau Costa.
- Su obra cumbre, sin embargo, es el paramento de la citada capilla de la Virgen del Claustro que fue destruido por las tropas napoleónicas en septiembre de 1810.